# 3DES

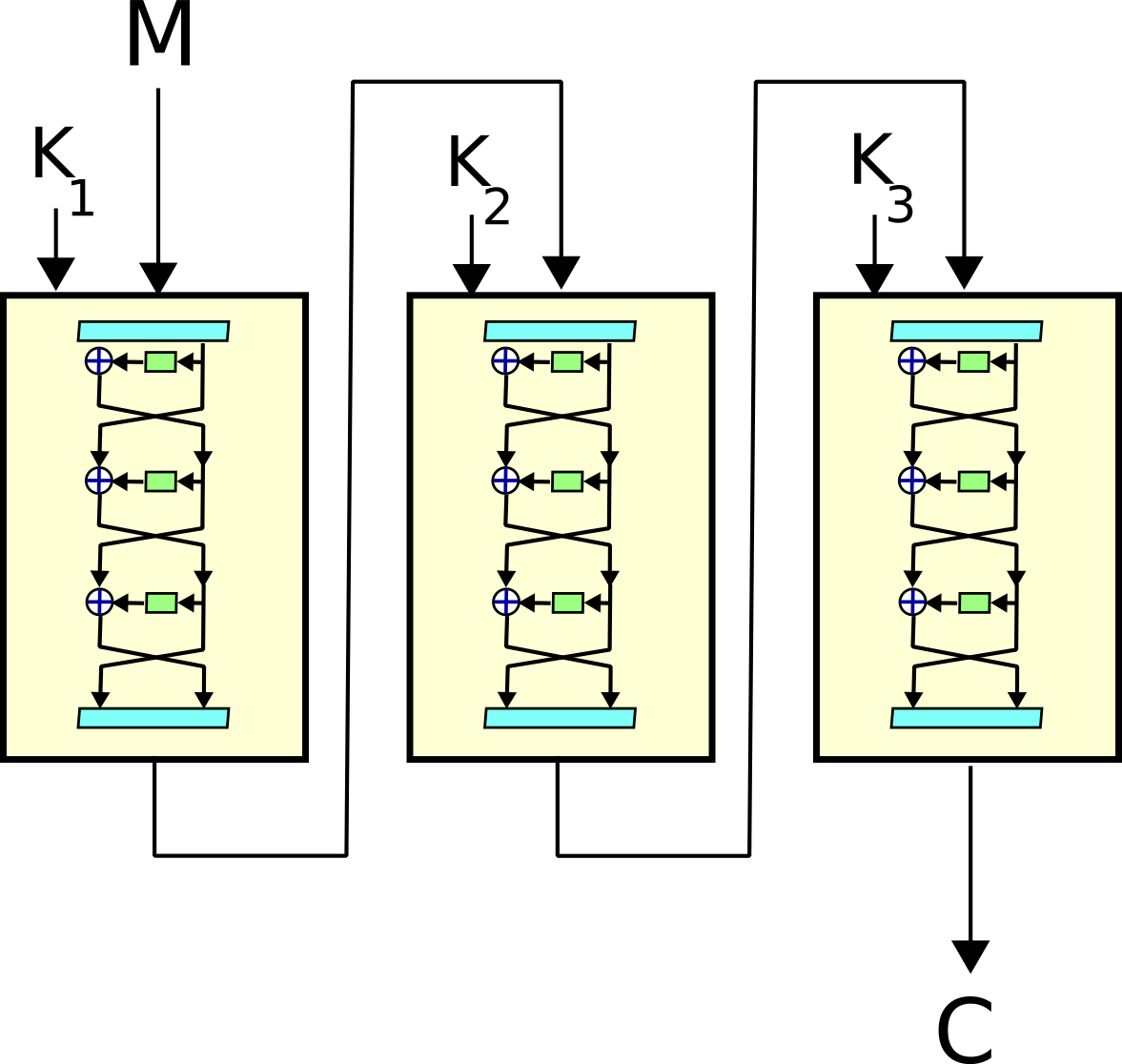
Induz em erro: O algoritmo 3DES (algoritmo cifra chave 1, decifra com chave 2 e cifra com chave 3).

O 3DES (Triplo DES), sigla para Triple Data Encryption Standard, é um padrão de criptografia baseado em outro algoritmo de criptografia simétrica, o DES, desenvolvido pela IBM em 1974 e adotado como padrão em 1977. O 3DES usa 3 chaves de 64 bits,embora apenas 56 bits de cada chave são efetivamente usados, os outros 8 bits são usados para verificar paridade. Sendo assim, o tamanho máximo efetivo da chave é de 168 bits. Os dados são encriptados com a primeira chave, decriptados com a segunda chave e finalmente encriptados novamente com uma terceira chave. Isto faz o 3DES ser mais lento que o DES original, porém em contrapartida oferece maior segurança.
Em vez de 3 chaves podem ser utilizadas apenas 2, sendo a terceira igual a primeira, tendo assim uma chave de 112 bits efetivos.
A variante mais simples do 3DES opera da seguinte forma: {\displaystyle {\textrm {E}}(k_{3};{\textrm {D}}(k_{2};{\textrm {E}}(k_{1};M)))}, onde M é o bloco de mensagem a ser criptografado e k1, k2 e k3 são chaves DES.